# Six contes moraux
Cet article court présente un sujet plus développé dans : Éric Rohmer.
Six contes moraux est un cycle de films réalisé par Éric Rohmer entre les années 1962 et 1972.
- 1963 : La Boulangère de Monceau
- 1963 : La Carrière de Suzanne
- 1967 : La Collectionneuse
- 1969 : Ma nuit chez Maud
- 1970 : Le Genou de Claire (prix Louis-Delluc)
- 1972 : L'Amour l'après-midi